# Рязанкин (хутор)
Рязанкин — хутор в Морозовском районе Ростовской области.
Входит в состав Костино-Быстрянского сельского поселения.

## География
На хуторе имеются две улицы — Заречная и Луговая.

## Население
| 2010 |
| ---- |
| 89   |

В 2016 году население хутора составляло 112 человек.

## Археология
Рядом с хутором находятся курганные группы: «Рязанкин I», «Рязанкин II» и «Рязанкин III».